# Glycydendron amazonicum
Glycydendron amazonicum är en törelväxtart som beskrevs av Adolpho Ducke. Glycydendron amazonicum ingår i släktet Glycydendron och familjen törelväxter. Inga underarter finns listade i Catalogue of Life.